# Impatiens trigonopteris
Impatiens trigonopteris är en balsaminväxtart som beskrevs av Joseph Dalton Hooker. Impatiens trigonopteris ingår i släktet balsaminer, och familjen balsaminväxter. Inga underarter finns listade i Catalogue of Life.